# Callilepis cristinae
Espèce
Callilepis cristinae est une espèce d'araignées aranéomorphes de la famille des Gnaphosidae.

## Distribution
Cette espèce est endémique de Castille-La Manche en Espagne,. Elle se rencontre vers Velada.

## Description
Le mâle holotype mesure 3,92 mm et la femelle paratype 5,53 mm.

## Systématique et taxinomie
Cette espèce a été décrite par Hoyas et Ferrández en 2022.

## Étymologie
Cette espèce est nommée en l'honneur de Cristina Rodríguez-Malo Rojas, l'épouse de Julián Hoyas Sánchez.

## Publication originale
- Hoyas & Ferrández, 2022 : « Callilepis cristinae sp. nov. (Araneae, Gnaphosidae) especie nueva de la Península Ibérica. » Revista Ibérica de Aracnología, no 41, p. 51-58.